# ダン・ペトロニエヴィッチ
ダン・ペトロニエヴィッチ（Dan Petronijevic、Daniel Petronijevicダニエル・ペトロニエヴィッチ、1981年3月28日 - ）は、カナダの俳優。

## 出演作品
- ルーキーブルー　～新米警官 奮闘記～ シーズン3
- ハッピー・タウン／世界一幸せな狂気
- U.M.A.ライジング
- アメリカン・パイ in ハレンチ・マラソン大会
- アメリカン・パイ in ハレンチ課外授業
- ジョン・ウォーターズ in DEATH13
- 魔法の靴　父からの贈り物
- アメリカの片隅で　～幸せのかたち～